# Тур (град)
Тур (фр. Tours) град је у централној Француској у региону Центар, у департману Ендр и Лоара. Центар је француске историјске регије Турена. Тур је највећи град у региону Центар, али није админисртативно средиште региона, већ је то други по величини град Орлеан. По подацима из 2006. године број становника у месту је био 136.942, а у ширем градском подручју 297.631.
Смештен је на доњем току реке Лоаре, између Орлеана и атлантске обале. На југу града протиче река Шер. Регија око Тура је позната по винима и локалном говору који је најближи стандардном француском језику.

## Историја
У време пре доласка Римљана овде је живело келтско племе Турони по којима је град добио данашње име. Римски град на овом месту се звао Caesarodunum (Цезарово брдо) или Urbs Turonum. У 3. веку Свети Гатијанус је постао први бискуп Тура. Свети Мартин, који је 372. посвећен за трећег бискупа, пренео је мошти Светог Гатијануса у градску катедралу. Гроб Светог Мартина је од времена Меровинга било омиљено ходочасничко место са посебним симболичним значајем. У 6. веку бискуп Грегор од Тура описао је „Историју Франака“ (Historia Francorum). Карло Мартел је 732. победио Маваре на подручју између Тура и Поатјеа (Битка код Поатјеа), и тиме трајно отклонио исламску опасност од западне Европе.
Од доба Каролинга (од 751) Тур је био центар грофовије Турена. Викинзи су 853. и 903. опљачкали град. Од 1044. град је припадао Анжујској грофовији. Када су 1154. Плантагенети постали краљеви Енглеске, Турена је постала део Анжујског царства. Француски краљ Филип II је 1203. заузео град Тур и околину. Краљ Луј XI је подигао тврђаву западно од Тура која је служила као помоћна краљевска резиденција. Све до средине 16. века овде су редовно боравили краљ и дворјани. О просперитету града у ово време говори и готичка катедрала. У доба Ренесансе подигнута је плата у самом граду. Тур је доживео економски процват делом и због производње свиле, која је започета у доба краља Франсоа I. Касније се двор преселио у Париз и Версај, тако да је значај Тура опао. Индустријализацији Тура је допринела изградња железничке пруге 1845.
Комунистичка партија Француске основана је 1920. на конгресу у Туру. Град су 1940. заузели немачки окупатори. Савезници су 1944. бомбардовали стратешки важан мост на Лоари у Туру и притом тешко оштетили град. Послератни градоначелник Жан Роје је у току своје 36-о годишње власти успео да обнови историјски центар града. Истовремено је изграђена индустијска облас града на југу, на обалама реке Шер. Универзитет Франсоа Раблеа је отворен у Туру 1970. и то у центру града на обали Лоаре.

## Географија

### Клима
| Клима (Тур)                | Клима (Тур)  | Клима (Тур)  | Клима (Тур)  | Клима (Тур)  | Клима (Тур)  | Клима (Тур) | Клима (Тур)  | Клима (Тур) | Клима (Тур)  | Клима (Тур)  | Клима (Тур) | Клима (Тур)  | Клима (Тур)    |
| Показатељ \ Месец          | .Јан.        | .Феб.        | .Мар.        | .Апр.        | .Мај.        | .Јун.       | .Јул.        | .Авг.       | .Сеп.        | .Окт.        | .Нов.       | .Дец.        | .Год.          |
| -------------------------- | ------------ | ------------ | ------------ | ------------ | ------------ | ----------- | ------------ | ----------- | ------------ | ------------ | ----------- | ------------ | -------------- |
| Средњи максимум, °C (°F)   | 6,9 (44,4)   | 8,2 (46,8)   | 11,3 (52,3)  | 14,3 (57,7)  | 18,1 (64,6)  | 21,7 (71,1) | 24,6 (76,3)  | 24,3 (75,7) | 21,4 (70,5)  | 16,7 (62,1)  | 10,5 (50,9) | 7,4 (45,3)   | 15,4 (59,7)    |
| Просек, °C (°F)            | 4,2 (39,6)   | 5,1 (41,2)   | 7,3 (45,1)   | 9,6 (49,3)   | 13,2 (55,8)  | 16,5 (61,7) | 18,9 (66)    | 18,6 (65,5) | 16,1 (61)    | 12,3 (54,1)  | 7,1 (44,8)  | 4,8 (40,6)   | 11,2 (52,2)    |
| Средњи минимум, °C (°F)    | 1,6 (34,9)   | 2,0 (35,6)   | 3,3 (37,9)   | 5,0 (41)     | 8,4 (47,1)   | 11,4 (52,5) | 13,1 (55,6)  | 12,9 (55,2) | 10,8 (51,4)  | 7,9 (46,2)   | 3,8 (38,8)  | 2,3 (36,1)   | 6,9 (44,4)     |
| Количина падавина, mm (in) | 63,3 (24,92) | 61,6 (24,25) | 54,3 (21,38) | 51,4 (20,24) | 67,5 (26,57) | 47,5 (18,7) | 53,0 (20,87) | 40,9 (16,1) | 54,3 (21,38) | 61,0 (24,02) | 63,0 (24,8) | 65,9 (25,94) | 683,7 (269,17) |
| [ тражи се извор ]         |              |              |              |              |              |             |              |             |              |              |             |              |                |

## Демографија
| 1962.  | 1968.   | 1975.   | 1982.   | 1990.   | 1999.   | 2006.   | 2011.   |
| ------ | ------- | ------- | ------- | ------- | ------- | ------- | ------- |
| 92.944 | 128.120 | 140.686 | 132.209 | 129.509 | 132.820 | 136.942 | 134.633 |

## Знаменити људи
У туру су рођене многобројне познате личности, међу којима се идвајају:
- Оноре де Балзак
- Жан Фуке
- Надиа
- Заз

## Градови побратими
Град Тур је побратимљен или има неки вид сарадње са:
- Милхајм на Руру, Немачка
- Сеговија, Шпанија
- Парма, Италија
- Луојанг, НР Кина
- Спрингфилд, САД
- Троа Ривјер, Канада
- Такамацу, Јапан
- Брашов, Румунија
- Минеаполис, САД